# ENIT - Agenzia Nazionale del Turismo
L'ENIT - Agenzia Nazionale del Turismo, che ha mantenuto il nome breve ENIT dell'Ente Nazionale italiano per il turismo, suo predecessore, è un ente pubblico economico italiano che opera nella promozione dell'offerta turistica dell'Italia.

## Storia
Nasce nel 1919, sotto il governo liberal-radicale di Francesco Saverio Nitti, con la denominazione di Ente Nazionale per l'incremento delle Industrie Turistiche.  A seguito della trasformazione disposta con norma del 2005 l'ENIT-Agenzia nazionale italiana del turismo è subentrata con accresciute e più articolate responsabilità istituzionali ad una quasi centennale attività dell'Ente nazionale italiano per il turismo. Nel 2014 ENIT è stata trasformata in ente pubblico economico. Nel 2015 il Presidente del Consiglio dei ministri Matteo Renzi annunciò la nomina di Evelina Christillin a capo dell'ENIT. Il 10 gennaio 2019 il Consiglio dei Ministri ha ratificato la nomina di Giorgio Palmucci a nuovo presidente dell’agenzia nazionale di promozione del turismo italiano. Il ministro Massimo Garavaglia, nel mese di giugno 2022 lo ha nominato “consigliere del ministro” a conclusione del suo mandato di presidente dell’Enit. Dal 27 febbraio 2024, Alessandra Priante è il nuovo presidente di ENIT SpA.

## Funzioni
Dotata di autonomia statutaria, regolamentare, organizzativa, patrimoniale, contabile e di gestione, l'Agenzia nazionale del turismo è sottoposta all'attività di indirizzo e vigilanza del Ministero del turismo.
L'ENIT ha il compito di promuovere l'immagine unitaria dell'offerta turistica nazionale e di favorirne la commercializzazione:
- curando la promozione integrata delle risorse turistiche delle Regioni
- promuovendo le varie tipologie dell'offerta turistica nazionale
- realizzando strategie promozionali a livello nazionale e internazionale, di informazione all'estero e di sostegno alla commercializzazione dei prodotti turistici italiani
- svolgendo attività di consulenza e di assistenza per lo Stato, le Regioni e per gli organismi pubblici in materia di promozione di prodotti turistici, individuando idonee strategie commerciali che permettano all'Italia di presentarsi in modo efficace sui mercati stranieri
- organizzando servizi di consulenza, assistenza e collaborazione in favore di soggetti pubblici e privati, ove compresi gli uffici e le agenzie regionali, per promuovere e sviluppare processi indirizzati ad armonizzare i servizi di accoglienza e di informazione ai turisti
- attuando forme di collaborazione con gli uffici della rete diplomatico-consolare del Ministero degli affari esteri

## Attività
L'attività dell'Agenzia è diretta fondamentalmente a due categorie di clienti/utenti:
- la domanda collettiva organizzata dagli operatori italiani e stranieri del settore: tour operators ed agenzie di viaggio
- la domanda individuale composta da centinaia di milioni di cittadini esteri, utenti potenziali od attuali, dei servizi turistici italiani

## Progetti

### Progetto BRIC
Per promuovere l'immagine turistica dell'Italia, l'ENIT ha lavorato a diversi progetti.
Nel 2011, su mandato del Dipartimento per lo sviluppo e la competitività del turismo della presidenza del Consiglio dei ministri, ha avviato un'iniziativa di grande impatto promozionale e mediatico, volta al rafforzamento dell'immagine turistica dell'Italia nei Paesi dell'area BRIC (Brasile, Russia, India, Cina).
«L’idea di base – spiega l'allora ministro del turismo Michela Vittoria Brambilla – è la realizzazione di tre mostre[-]evento nelle principali metropoli dei quattro Paesi, sul tema "L’Italia vista dagli artisti stranieri". Prevediamo infatti in ciascuna occasione una mostra di opere di artisti contemporanei del Paese ospitante, realizzate [successivamente] a un soggiorno in Italia», organizzato appunto per stimolare e favorire la migliore ispirazione artistica.
Le mostre-evento sono un'importante occasione di incontro e confronto, e anche un momento di notevole richiamo per le imprese, gli operatori della domanda turistica, le istituzioni territoriali e nazionali, nell'ambito di un proficuo sviluppo delle relazioni commerciali tra l'Italia e i Paesi interessati.

### Italian friends for Japan
"Italian friends for Japan" è il Progetto che vuole mettere a disposizione di mamme e bambini, che ne volessero usufruire, attualmente residenti nelle località interessate dalla fuga radioattiva della centrale nucleare di Fukushima, di un periodo di permanenza di 6 mesi in Italia.
Il Progetto di amicizia nei confronti del popolo giapponese, è stato presentato a Roma, promosso e messo a punto da Advantage Financial e dall'ENIT con la partecipazione del Dipartimento per lo sviluppo e la competitività del turismo, vuole essere un tangibile e concreto segno del legame di vicinanza tra la popolazione italiana e quella giapponese.

### Convention Bureau
Il Convention Bureau è la struttura promossa dal Dipartimento per lo sviluppo e la competitività del turismo per promuovere e favorire lo sviluppo del turismo d'affari italiano nel settore congressuale, fieristico e legato ai grandi eventi, nonché di sostenere l'attività internazionale delle imprese del settore.

### Archivio digitale in 3d
Il 29 settembre 2020 ENIT apre virtualmente le porte del proprio archivio storico, con migliaia di ritrovamenti, in un'esposizione globale totalmente digitale, disponibile anche in inglese, intitolata "Enit e l'Italia. Una gran bella storia". Ad aprirla,  Alberto Angela.